# 1916
| 1916                                            |
| ----------------------------------------------- |
| Dødsfald - Fødsler                              |
| • Begivenheder • Film • Musik • Politik • Sport |

| Gregoriansk kalender | 1916 MCMXVI             |
| Ab urbe condita      | 2669                    |
| Armensk kalender     | 1365 ԹՎ ՌՅԿԵ            |
| Kinesiske kalender   | 4612 – 4613 乙卯 – 丙辰 |
| Etiopisk kalender    | 1908 – 1909             |
| Jødisk kalender      | 5676 – 5677             |
| Hindukalendere       |                         |
| - Vikram Samvat      | 1971 – 1972             |
| - Shaka Samvat       | 1838 – 1839             |
| - Kali Yuga          | 5017 – 5018             |
| Iransk kalender      | 1294 – 1295             |
| Islamisk kalender    | 1334 – 1335             |

Konge i Danmark: Christian 10. 1912-1947
Se også 1916 (tal)

## Begivenheder
- Nakskov Skibsværft grundlægges af Østasiatisk Kompagni.
- Rumænien og Portugal indtræder i krigen mod Tyskland

### Januar
- 24. januar - i Browning, Montana, USA, registreres en temperaturforskel på 56 grader inden for ét døgn, hvilket gør det til den største målte temperaturforskel i verden. Fra 7 graders varme dagen før falder temperaturen til 49 graders kulde

### Februar
- 1. februar – Folketælling for Kongeriget Danmark.
- 21. februar – Slaget ved Verdun begynder.
- 28. februar – Der afholdtes Lagtingsvalg på Færøerne

### April
- 1. april - Metersystemet bliver det eneste lovlige målesystem i Danmark
- 11. april - Nævningeinstitutionen indføres i Danmark
- 24. april – Påskeoprøret i Irland påbegyndes. Et forsøg fra irske nationalister på at gøre landet selvstændigt

### Maj
- 1. maj - det ombyggede skib Samsø (tidl. Dronningen) synker i Nordsøen, efter at være ramt af en mine eller torpedo
- 5. maj - Amerikanske marinesoldater invaderer den Dominikanske Republik

- 15. maj - 30. september – Sommertid afprøves for første gang i Danmark.
- 30. maj - 31. maj – Slaget ved Jylland mellem den engelske og tyske flåde

### Juni
- 2. juni - under 1. verdenskrig udkæmpes det andet slag omkring den belgiske by Ypres
- 4. juni – Russisk storoffensiv på østfronten

### Juli
- 1. juli – Slaget ved Somme begynder (over 19 000 faldne på første dag)

### August
- 29. august – Hindenburg og Ludendorff overtager den tyske hærledelse
- 30. august - Ernest Shackleton gennemfører redningen af alle de mænd, der under Endurance-ekspeditionen er blevet efterladt strandet på Elephant Island ved Antarktis

### September
- 27. september - Italien erklærer Tyskland krig

### Oktober
- på billedet bliver baren Fenja standset i Skagerrak af den tyske ubåd U-75, d. 16. november 1916. Kort efter bliver barken sat i brand af tyskerne. Ingen kom til skade9. oktober – ubåden Dykkeren synker under en øvelse i Sundet ud for Taarbæk nord for København. Den blev påsejlet af en norsk damper. Alle på nær kaptajn Svend Aage Christensen overlever
- 25. oktober - franske tropper indtager Fort Douaumont, der var indtaget af den tyske hær under Slaget ved Verdun
- 28. oktober - rejsegilde på Christiansborg

### November
- 16. november - barken Fenja bliver sænket af den tyske ubåd U-75
- 19. november - Samuel Goldfish (senere omdøbt Samuel Goldwyn) og Edgar Selwyn etablerer Goldwyn Company
- 21. november – Slaget ved Somme slutter.

### December
- 5. december – Lloyd George regeringschef i England.
- 14. december – Ved den første danske folkeafstemning med deltagelse af kvinder stemmer 284.000 for at sælge De dansk vestindiske øer til USA, mens 158.000 stemmer imod.
- 15. december – Det første slag ved Verdun (1. verdenskrig ) med over 700.000 dræbte tyske og allierede soldater, slutter
- 16. december - en gruppe officerer myrder den russiske munk Rasputin pga. hans store indflydelse på den russiske tsar-familie
- 18. december - Slaget ved Verdun ender

## Født

### Januar
- 1. januar - Eva Koppel, dansk arkitekt (død 2006).
- 7. januar – Paul Keres, stisk skakstormester (død 1975).
- 10. januar – Sune Bergström, svensk biokemiker (død 2004).
- 12. januar – P.W. Botha, sydafrikansk premierminister (død 2006).
- 22. januar – Henri Dutilleux, fransk komponist (død 2013).
- 24. januar – Rafael Caldera, venezuelansk politiker (død 2009).
- 24. januar – Arnoldo Foà, italiensk skuespiller (død 2014).
- 28. januar – Niels Foss, dansk jazz-bassist (død 2014).

### Februar
- 14. februar – Marcel Bigeard, fransk militær officer (død 2010).
- 15. februar – Erik Thommesen, dansk skulptør (død 2008).
- 20. februar – Jean Erdman, amerikansk danser og koreograf (død 2020).
- 28. februar – Svend Asmussen, dansk violinist (død 2017).

### Marts
- 7. marts – G.A.L. Thorsen, dansk opfinder, entreprenør og rigmand (død 1992).
- 11. marts – Harold Wilson, engelsk premierminister (død 1995).
- 16. marts – Mercedes McCambridge, amerikansk skuespillerinde (død 2004).
- 20. marts – Pierre Messmer, fransk politiker (død 2007).
- 21. marts – Freddy Koch, dansk skuespiller (død 1980).
- 29. marts – Peter Geach, britisk filosof (død 2013).
- 31. marts – Lucille Bliss, amerikansk skuespillerinde (død 2012).

### April
- 5. april – Gregory Peck, amerikansk skuespiller (død 2003).
- 12. april – Finn Lied, norsk politiker og forsker (død 2014).
- 13. april – Finn Søeborg, dansk humorist og forfatter (død 1992).
- 27. april – Johannes Sløk, dansk historiker og oversætter (død 2001).
- 28. april – Ferruccio Lamborghini, italiensk bilfabrikant (død 1993).
- 29. april – Lars Korvald, norsk politiker (død 2006).

### Maj
- 1. maj – Glenn Ford, amerikansk skuespiller (død 2006).
- 4. maj – Lis Allentoft, dansk skuespillerinde (død 2011).
- 4. maj – Jane Jacobs, amerikansk forfatter (død 2006).
- 6. maj – Sif Ruud, svensk skuespillerinde (død 2011).
- 7. maj – Orla Møller, dansk politiker (død 1979).
- 8. maj – João Havelange, brasiliansk forretningmand og præsident for FIFA (død 2016).
- 10. maj – Milton Babbitt, amerikansk komponist (død 2011).
- 11. maj – Camilo Jose Cela, spansk forfatter og modtager af Nobelprisen i litteratur (død 2002).
- 15. maj – Vera Gebuhr, dansk skuespillerinde (død 2014).
- 16. maj – Johannes Allen, dansk forfatter og filminstruktør (død 1973).
- 21. maj – Harry Felbert, dansk musiker og kapelmester (død 1968).
- 31. maj – Bernard Lewis, engelsk historiker (død 2018).

### Juni
- 4. juni – Robert F. Furchgott, amerikansk biokemiker (død 2009).
- 5. juni – Eddie Joost, amerikansk baseballspiller (død 2011).
- 8. juni – Francis Crick, amerikansk molekylærbiolog, fysiker og modtager af Nobelprisen i medicin (død 2004).
- 9. juni – Robert McNamara, tidl. forsvarsminister i USA (død 2009).
- 9. juni – Jurij Brězan, sorbisk forfatter (død 2006).
- 9. juni – Sven Damsholt, dansk forfatter (død 2016).
- 12. juni – Raul Hector Castro, amerikansk politiker (død 2015).
- 15. juni – Herbert Simon, amerikansk økonom og modtager af Nobelprisen i økonomi (død 2001).
- 24. juni – William Bart Saxbe, amerikansk senator (død 2010).

### Juli
- 1. juli – Olivia de Havilland, amerikansk filmskuespillerinde (død 2020).
- 3. juli – John Kundla, amerikansk basketballspiller og basketballtræner (død 2017).
- 4. juli – Iva Ikuko Toguri D’Aquino, amerikansk-japansk kvinde fra anden verdenskrig (død 2006).
- 4. juli – Kai Wilton, dansk teaterdirektør og instruktør (død 1980).
- 6. juli – Harold Norse, amerikansk forfatter (død 2009).
- 9. juli – Edward Heath, britisk politiker (død 2005).
- 11. juli – Gough Whitlam, tidligere australsk premierminister (død 2014).
- 16. juli – Tage Hind, dansk forfatter, lektor og højskolemand (død 1996).
- 28. juli – David Brown, amerikansk filmproducent (død 2010).

### August
- 1. august – Fiorenzo Angelini, italiensk kardinal (død 2014).
- 6. august – Dom Mintoff, tidligere maltesisk præsident (død 2012).
- 9. august – Manea Mănescu, rumænsk premierminister (død 2009).
- 14. august − Søren Melson, dansk maler og instruktør (død 1984).
- 25. august – Van Johnson, amerikansk skuespiller (død 2008).
- 28. august – Jack Vance, amerikansk science fiction-forfatter (død 2013).

### September
- 15. september – Frederick C. Weyand, amerikansk general og generalstabschef (død 2010).
- 17. september – Ove Abildgaard, dansk forfatter (død 1990).
- 30. september – Richard K. Guy, britisk matematiker (død 2020).

### Oktober
- 4. oktober – Vitalij Ginzburg, russisk fysiker (død 2009).
- 6. oktober – Stetson Kennedy, amerikansk forfatter (død 2011).
- 19. oktober – Jean Dausset, fransk læge og immunolog (død 2009).
- 26. oktober – François Mitterrand, leder af det franske socialistparti og præsident fra 1981 (død 1996).
- 26. oktober – Mahalia Jackson, amerikansk gospelsangerinde (død 1972).
- 31. oktober – Carl Johan Bernadotte, svensk kongelig (død 2012).

### November
- 4. november – Walter Cronkite, amerikansk tv-journalist (død 2009).
- 10. november – Louis le Brocquy, irsk maler (død 2012).
- 11. november – Robert Carr, britisk politiker (død 2012).
- 19. november – Otto Hænning, dansk komponist og guitarist (død 2004).
- 20. november – Evelyn Keyes, amerikansk skuespillerinde (død 2008).
- 23. november – Michael Gough, engelsk skuespiller (død 2011).
- 28. november – Ramón José Velásquez, venezuelansk politiker (død 2014).
- 28. november – Guy Lapébie, fransk cykelrytter (død 2010).

### December
- 5. december – Hilary Koprowski, amerikansk immunologist (død 2013).
- 7. december – Knud W. Jensen, dansk museumsdirektør (død 2000).
- 9. december – Kirk Douglas, amerikansk skuespiller (død 2020).
- 16. december – Birgitta Valberg, svensk skuespillerinde (død 2014).
- 19. december – Elisabeth Noelle-Neumann, tysk politolog (død 2010).

## Dødsfald
- 13. februar – Vilhelm Hammershøi, dansk maler (født 1864).
- 14. april - Gina Krog, norsk politiker og kvindesagsaktivist (født 1847).
- 26. april – Gustav Adolph Hagemann, dansk fabrikant, kemiker, legatstifter og kommunalpolitiker, grundlagde G.A. Hagemanns Kollegium (født 1842).
- 9. maj – Hans J. Holm, dansk arkitekt og professor (født 1835).
- 11. maj – Max Reger, tysk komponist og organist (født 1873).
- 19. juni – Carl Thrane, dansk musikhistoriker (født 1837).
- 20. juni – Christian D.A. Hansen, dansk apoteker, fabrikant og grundlægger (født 1842).
- 25. juni – O.K. Nobel, dansk ingeniør, afdelingsingeniør i Københavns Kommune (født 1868).
- 29. juni – Otto P. Balle, dansk maler (født 1865).
- 30. juni – Gaston Maspero, fransk ægyptolog (født 1846).
- 23. juli – Sir William Ramsay, skotsk kemiker, modtog Nobelprisen i kemi i 1904 (født 1852).
- 5. august – George Butterworth, engelsk komponist, blev som officer dræbt i slaget ved Somme (født 1885).
- 4. september – Otto Mønsted, dansk købmand og margarinefabrikant (født 1838).
- 8. oktober – Nielsine Nielsen, dansk læge og kvindesagsforkæmper (født 1850).
- 12. november – August Saabye, dansk billedhugger (født 1823).
- 15. november – Henryk Sienkiewicz, polsk forfatter (født 1846).
- 21. november – Franz Josef, kejser af Østrig-Ungarn (født 1830).
- 22. november – Jack London, amerikansk forfatter (født 1876).
- 15. december – Súsanna Helena Patursson, færøsk forfatter og landets første feminist (født 1864).
- 28. december – Grigori Rasputin, russisk munk og zarrådgiver (myrdet) (født 1869).

## Nobelprisen
- Fysik – Ingen prisuddeling.
- Kemi – Ingen prisuddeling.
- Medicin – Ingen prisuddeling.
- Litteratur – Carl Gustaf Verner von Heidenstam
- Fred – Ingen prisuddeling.

## Sport
- Norge - Danmark. d. 15 oktober 1916
- Sommer-OL 1916, der skulle være afholdt i Berlin, blev aflyst på grund af 1. verdenskrig
- 4. juni - det danske herrelandshold i fodbold vinder 2-0 over Sverige i Københavns Idrætspark[1]
- 25. juni - det danske herrelandshold i fodbold vinder 2-0 over Norge på Frogner Stadion[2]
- 8. oktober - det danske herrelandshold i fodbold taber 4-0 til Sverige på Råsunda Stadion[3]
- 15. oktober - det danske herrelandshold i fodbold vinder 8-0 over Norge i Københavns Idrætspark[4]

## Musik
- 1. februar – Uropførelse af Carl Nielsens 4. symfoni Det Uudslukkelige i København under komponistens ledelse.

## Film
- Verdens undergang – instrueret af August Blom
- Syndens Datter – instrueret af August Blom
- Danserindens Kærlighedsdrøm – instrueret af Holger-Madsen

## Bøger
- Forvandlingen – Franz Kafka

## Billedkunst

### I Danmark
- Jens Adolf Jerichau: Susanne i badet, Randers Kunstmuseum
- Ludvig Brandstrup: Astronomen Ole Rømer, Den Hirschsprungske Samling
- Michael Ancher: Fiskere i krostuen, Ribe Kunstmuseum[5]
- L.A. Ring, Udsigt over Roskilde fra Sankt Jørgensbjerg, Statsministeriet
- Harald Giersing, Filosofgangen, Sorø, Ribe Kunstmuseum[6]